# Дискография Van Halen
Дискография Van Halen , американской рок-группы, состоит из двенадцати студийных альбомов, двух концертных альбомов, двух сборников, трёх видеоальбомов и пятидесяти шести синглов.
Группа подписала контракт с Warner Bros. Records в 1977 году и в следующем году выпустили альбом Van Halen. Между 1979 и 1982 годами группа каждый год издавала альбомы и гастролировала с увеличением коммерческого и критичного признания, став одной из самых успешных и влиятельных групп в мире. В 1984 году Van Halen выпустили альбом 1984, который достиг второй позиции в Billboard 200 и содержал единственный хит, который достиг первого места в Billboard Hot 100, «Jump». После тура в поддержку альбома, вокалист Дэвид Ли Рот покинул группу из-за творческих и личных разногласий с гитаристом Эдди Ван Халеном.
Дэвида Ли Рота заменил Сэмми Хагар, бывший вокалист Montrose и в то время успешный сольный исполнитель. С ним группа в марте 1986 выпускает альбом 5150, который впервые в истории Van Halen возглавил чарт Billboard 200. Следующие три студийных альбома с Хагаром, OU812 (1988), For Unlawful Carnal Knowledge (1991) и Balance (1995) также имели успех. В 1996 году Хагар покинул Van Halen в условиях особой напряженности с другими участниками группы.
Рот ненадолго вернулся и записал две песни с группой в 1996 для сборника Best of — Volume I, но Van Halen в итоге остановились на Гэри Чероне, вокалиста бостонской группы Extreme. Единственным релизом Чероне с Van Halen был Van Halen III (1998), который получил смешанные отзывы критиков и стал единственным альбомом Van Halen, который не достиг платинового статуса в соответствии RIAA. Последним релизом группы для Warner Bros. Records стал сборник The Best of Both Worlds, который включал в себя три новые песни с Хагаром. В 2011 году коллектив покинул лейбл и подписал контракт с Interscope Records.
По состоянию на 2015 год группа продала более 95 миллионов альбомов по всему миру, включая более 56000000 альбомов в США и имеет наибольшее количество хитов № 1 в чарте Hot Mainstream Rock Tracks Billboard. В 1980-е годы они также имели наибольшее количество хитов в Billboard Hot 100 чем любой другой хард-рок или хэви-метал группа.

## Студийные альбомы
| Год  | Альбом                                                               | Наивысшие позиции в чартах | Наивысшие позиции в чартах | Наивысшие позиции в чартах | Наивысшие позиции в чартах | Наивысшие позиции в чартах | Наивысшие позиции в чартах | Наивысшие позиции в чартах | Наивысшие позиции в чартах | Наивысшие позиции в чартах | Наивысшие позиции в чартах | Наивысшие позиции в чартах | Наивысшие позиции в чартах | Наивысшие позиции в чартах | Наивысшие позиции в чартах | Наивысшие позиции в чартах | Сертификации                                                                                                  |
| Год  | Альбом                                                               | AU                         | AT                         | CA                         | CH                         | DE                         | FI                         | FR                         | IT                         | JP                         | NL                         | NZ                         | NO                         | SE                         | UK                         | US                         | Сертификации                                                                                                  |
| ---- | -------------------------------------------------------------------- | -------------------------- | -------------------------- | -------------------------- | -------------------------- | -------------------------- | -------------------------- | -------------------------- | -------------------------- | -------------------------- | -------------------------- | -------------------------- | -------------------------- | -------------------------- | -------------------------- | -------------------------- | --- |
| 1978 | Van Halen - Релиз: 10 февраля - Лейбл: Warner Bros.                  | 17                         | —                          | 18                         | —                          | —                          | —                          | 7                          | 89                         | 129                        | 10                         | 22                         | —                          | —                          | 34                         | 19                         | Список - CA: 4× Платиновый - DE: Золотой - FR: Золотой - UK: Золотой - US: 10× Платиновый                     |
| 1979 | Van Halen II - Релиз: 23 марта - Лейбл: Warner Bros.                 | 68                         | —                          | 15                         | —                          | 24                         | —                          | 14                         | —                          | 182                        | 11                         | —                          | —                          | 22                         | 23                         | 6                          | Список - CA: 2× Платиновый - FR: Золотой - US: 5× Платиновый                                                  |
| 1980 | Women and Children First - Релиз: 26 марта - Лейбл: Warner Bros.     | 128                        | —                          | 12                         | —                          | 19                         | —                          | 7                          | —                          | 226                        | 3                          | 48                         | 23                         | 19                         | 15                         | 6                          | Список - CA: 2×Платиновый - FR: Золотой - US: 3× Платиновый                                                   |
| 1981 | Fair Warning - Релиз: 29 апреля - Лейбл: Warner Bros.                | 97                         | —                          | 11                         | —                          | 37                         | 20                         | 13                         | 25                         | 223                        | 13                         | —                          | 27                         | 18                         | 49                         | 5                          | Список - CA: Платиновый - US: 2× Платиновый                                                                   |
| 1982 | Diver Down - Релиз: 14 апреля - Лейбл: Warner Bros.                  | 79                         | —                          | 5                          | —                          | 65                         | 9                          | 17                         | 24                         | 208                        | 28                         | 37                         | 19                         | 28                         | 36                         | 3                          | Список - CA: Платиновый - US: 4× Платиновый                                                                   |
| 1984 | 1984 - Релиз: 9 января - Лейбл: Warner Bros.                         | 11                         | 12                         | 1                          | 7                          | 11                         | 3                          | 5                          | 15                         | 28                         | 8                          | 15                         | 12                         | 4                          | 15                         | 2                          | Список - : 5× Платиновый - : Платиновый - : Золотой - : Золотой - : Платиновый - : Золотой - : 10× Платиновый |
| 1986 | 5150 - Релиз: 24 марта - Лейбл: Warner Bros.                         | 5                          | 13                         | 2                          | 16                         | 11                         | 3                          | —                          | —                          | 4                          | 30                         | 13                         | 5                          | 2                          | 16                         | 1                          | Список - AUS: 2× Платиновый - CA: 3× Платиновый - DE: Золотой - UK: Серебряный - US: 6× Платиновый            |
| 1988 | OU812 - Релиз: 24 мая - Лейбл: Warner Bros.                          | 9                          | 21                         | 1                          | 9                          | 12                         | 1                          | —                          | —                          | 7                          | 22                         | 35                         | 5                          | 9                          | 16                         | 1                          | Список - UK: Серебряный - US: 4× Платиновый                                                                   |
| 1991 | For Unlawful Carnal Knowledge - Релиз: 17 июня - Лейбл: Warner Bros. | 5                          | 21                         | 4                          | 11                         | 6                          | 7                          | —                          | —                          | 11                         | 24                         | 25                         | —                          | 17                         | 12                         | 1                          | Список - CA: Платиновый - UK: Серебряный - US: 3× Платиновый                                                  |
| 1995 | Balance - Релиз: 24 января - Лейбл: Warner Bros.                     | 9                          | 18                         | 2                          | 6                          | 8                          | 5                          | 18                         | 15                         | 2                          | 5                          | 16                         | 17                         | 5                          | 8                          | 1                          | Список - BR: Золотой - CA: 3× Платиновый - US: 3× Платиновый                                                  |
| 1998 | Van Halen III - Релиз: 17 марта - Лейбл: Warner Bros.                | 8                          | 23                         | 4                          | 38                         | 13                         | 5                          | 49                         | —                          | 7                          | 24                         | 14                         | 29                         | 39                         | 43                         | 4                          | Список US: Золотой                                                                                            |
| 2012 | A Different Kind of Truth - Релиз: 7 февраля - Лейбл: Interscope     | 4                          | 17                         | 3                          | 6                          | 8                          | 3                          | 29                         | 16                         | 3                          | 12                         | 14                         | 9                          | 4                          | 6                          | 2                          | Список CA: Золотой                                                                                            |

## Концертные альбомы
| Год  | Альбом                                                                       | Наивысшие позиции в чартах | Наивысшие позиции в чартах | Наивысшие позиции в чартах | Наивысшие позиции в чартах | Наивысшие позиции в чартах | Наивысшие позиции в чартах | Наивысшие позиции в чартах | Наивысшие позиции в чартах | Наивысшие позиции в чартах | Наивысшие позиции в чартах | Наивысшие позиции в чартах | Наивысшие позиции в чартах | Наивысшие позиции в чартах | Наивысшие позиции в чартах | Наивысшие позиции в чартах | Сертификации                             |
| Год  | Альбом                                                                       | AU                         | AT                         | BE                         | CA                         | CH                         | DE                         | FI                         | FR                         | IT                         | JP                         | NL                         | NZ                         | SE                         | UK                         | US                         | Сертификации                             |
| ---- | ---------------------------------------------------------------------------- | -------------------------- | -------------------------- | -------------------------- | -------------------------- | -------------------------- | -------------------------- | -------------------------- | -------------------------- | -------------------------- | -------------------------- | -------------------------- | -------------------------- | -------------------------- | -------------------------- | -------------------------- | ---------------------------------------- |
| 1993 | Live: Right Here, Right Now - Дата выпуска: 23 февраля - Лейбл: Warner Bros. | 7                          | 30                         | —                          | 15                         | 18                         | 30                         | 5                          | —                          | 19                         | 4                          | 8                          | 25                         | 21                         | 24                         | 5                          | Список - CA: Золотой - US: 2× Платиновый |
| 2015 | Tokyo Dome Live in Concert - Выпущено: 31 марта - Лейбл: Warner Bros.        | 67                         | —                          | 71                         | 24                         | 59                         | 64                         | —                          | 87                         | 59                         | 19                         | 48                         | —                          | —                          | 74                         | 20                         |                                          |

## Сборники
| Год  | Альбом                                                                | Наивысшие позиции в чартах | Наивысшие позиции в чартах | Наивысшие позиции в чартах | Наивысшие позиции в чартах | Наивысшие позиции в чартах | Наивысшие позиции в чартах | Наивысшие позиции в чартах | Наивысшие позиции в чартах | Наивысшие позиции в чартах | Наивысшие позиции в чартах | Наивысшие позиции в чартах | Наивысшие позиции в чартах | Наивысшие позиции в чартах | Наивысшие позиции в чартах | Сертификации |
| Год  | Альбом                                                                | AU                         | AT                         | CA                         | CH                         | DE                         | FI                         | FR                         | JP                         | NL                         | NZ                         | NO                         | SE                         | UK                         | US                         | Сертификации |
| ---- | --------------------------------------------------------------------- | -------------------------- | -------------------------- | -------------------------- | -------------------------- | -------------------------- | -------------------------- | -------------------------- | -------------------------- | -------------------------- | -------------------------- | -------------------------- | -------------------------- | -------------------------- | -------------------------- | --- |
| 1996 | Best of — Volume I - Дата выпуска: 22 октября - Лейбл: Warner Bros.   | 11                         | 16                         | 1                          | 26                         | 7                          | 3                          | —                          | 2                          | 12                         | 2                          | 36                         | 19                         | 45                         | 1                          | Список - : Платиновый - : Золотой - : Золотой - : 2× Платиновый - : Золотой - : Золотой - : Золотой - : Серебряный - : 3× Платиновый |
| 2004 | The Best of Both Worlds - Дата выпуска: 20 июля - Лейбл: Warner Bros. | 31                         | 33                         | 2                          | 55                         | 28                         | 4                          | 27                         | 10                         | 12                         | 2                          | 36                         | 19                         | 15                         | 3                          | Список - : Золотой - : Платиновый |

## Синглы

### 1970-е — 1980-е
| 1978                                      | You Really Got Me                    | 12 | —  | 49 | —  | 10 | —  | —  | —  | —  | —  | —  | 36 | —  | Van Halen                |
| 1978                                      | «Runnin' with the Devil»             | —  | 8  | —  | —  | —  | —  | —  | 2  | —  | —  | 52 | 84 | —  | Van Halen                |
| 1978                                      | «Ain't Talkin' 'bout Love»           | —  | —  | —  | —  | —  | —  | —  | —  | —  | —  | —  | —  | —  | Van Halen                |
| 1979                                      | «Dance the Night Away»               | —  | —  | 28 | —  | —  | —  | —  | —  | —  | —  | —  | 15 | —  | Van Halen II             |
| 1979                                      | «Beautiful Girls»                    | —  | —  | —  | —  | —  | —  | —  | —  | —  | —  | —  | 84 | —  | Van Halen II             |
| 1980                                      | «And the Cradle Will Rock...»        | —  | —  | 81 | —  | 46 | —  | —  | —  | —  | —  | —  | 55 | —  | Women and Children First |
| 1981                                      | «So This Is Love?»                   | —  | —  | 20 | —  | —  | —  | —  | —  | —  | —  | —  | —  | 15 | Fair Warning             |
| 1981                                      | «Mean Street»                        | —  | —  | —  | —  | —  | —  | —  | —  | —  | —  | —  | —  | 12 | Fair Warning             |
| 1981                                      | «Push Comes to Shove»                | —  | —  | —  | —  | —  | —  | —  | —  | —  | —  | —  | —  | 29 | Fair Warning             |
| 1981                                      | «Unchained»                          | —  | —  | —  | —  | —  | —  | —  | —  | —  | —  | —  | —  | 13 | Fair Warning             |
| 1982                                      | «(Oh) Pretty Woman»                  | 59 | 40 | 5  | —  | —  | —  | 44 | 28 | 47 | —  | —  | 12 | 1  | Diver Down               |
| 1982                                      | «Dancing in the Street»              | —  | —  | 15 | —  | —  | —  | —  | —  | —  | —  | —  | 38 | 3  | Diver Down               |
| 1982                                      | «Secrets»                            | —  | —  | —  | —  | —  | —  | —  | —  | —  | —  | —  | —  | 22 | Diver Down               |
| 1982                                      | «Little Guitars»                     | —  | —  | —  | —  | —  | —  | —  | —  | —  | —  | —  | —  | 33 | Diver Down               |
| 1982                                      | «The Full Bug»                       | —  | —  | —  | —  | —  | —  | —  | —  | —  | —  | —  | —  | 42 | Diver Down               |
| 1982                                      | «Where Have All the Good Times Gone» | —  | —  | —  | —  | —  | —  | —  | —  | —  | —  | —  | —  | 17 | Diver Down               |
| 1984                                      | «Jump»                               | 2  | 17 | 1  | 4  | 7  | 2  | 2  | 34 | 12 | 11 | 7  | 1  | —  | 1984                     |
| 1984                                      | «I'll Wait»                          | —  | —  | 21 | —  | 7  | —  | 48 | —  | —  | —  | 85 | 13 | —  | 1984                     |
| 1984                                      | «Panama»                             | 74 | —  | 15 | —  | —  | 30 | —  | —  | —  | —  | 61 | 13 | —  | 1984                     |
| 1984                                      | «Hot for Teacher»                    | 89 | —  | 83 | —  | —  | —  | —  | —  | —  | —  | 87 | 56 | 34 | 1984                     |
| 1986                                      | Why Can’t This Be Love               | 8  | —  | 13 | 8  | 3  | 8  | —  | 15 | 32 | 11 | 8  | 3  | 1  | 5150                     |
| 1986                                      | «Dreams»                             | 51 | —  | 85 | 53 | —  | 25 | —  | —  | —  | —  | 62 | 22 | 6  | 5150                     |
| 1986                                      | «Best of Both Worlds»                | —  | —  | —  | —  | —  | —  | —  | —  | —  | —  | —  | —  | 12 | 5150                     |
| 1986                                      | «Love Walks In»                      | —  | —  | 75 | —  | —  | —  | —  | —  | —  | —  | —  | 22 | 4  | 5150                     |
| 1986                                      | «Summer Nights»                      | —  | —  | —  | —  | —  | —  | —  | —  | —  | —  | —  | —  | 33 | 5150                     |
| 1988                                      | «Black and Blue»                     | —  | —  | 42 | —  | —  | —  | —  | —  | —  | —  | —  | 37 | 1  | OU812                    |
| 1988                                      | «When It's Love»                     | 23 | —  | 21 | —  | 5  | 23 | —  | —  | —  | —  | 28 | 5  | 1  | OU812                    |
| 1988                                      | «Finish What Ya Started»             | —  | —  | —  | —  | —  | —  | —  | —  | —  | —  | —  | 13 | 2  | OU812                    |
| 1988                                      | «Cabo Wabo»                          | —  | —  | —  | —  | —  | —  | —  | —  | —  | —  | —  | —  | 31 | OU812                    |
| 1989                                      | «Feels So Good»                      | —  | —  | —  | —  | —  | —  | —  | —  | —  | —  | 63 | 35 | 6  | OU812                    |
| «—» относится, если сингл не попал в чарт |                                      |    |    |    |    |    |    |    |    |    |    |    |    |    |                          |

### 1990-е
| 1991                                      | «Poundcake»                        | 55 | 55 | —  | 3  | —  | 74 | —  | 1  | For Unlawful Carnal Knowledge |
| 1991                                      | «Runaround»                        | —  | 50 | —  | —  | —  | —  | —  | 1  | For Unlawful Carnal Knowledge |
| 1991                                      | «Top of the World»                 | —  | 23 | —  | —  | —  | 63 | 27 | 1  | For Unlawful Carnal Knowledge |
| 1992                                      | «The Dream Is Over»                | —  | —  | —  | —  | —  | —  | —  | 7  | For Unlawful Carnal Knowledge |
| 1992                                      | «Right Now»                        | —  | —  | —  | —  | —  | —  | 55 | 2  | For Unlawful Carnal Knowledge |
| 1992                                      | «Man on a Mission»                 | —  | —  | —  | —  | —  | —  | —  | 21 | For Unlawful Carnal Knowledge |
| 1993                                      | «Jump (live)»                      | 93 | —  | —  | —  | 12 | 26 | —  | —  | Live: Right Here, Right Now   |
| 1993                                      | «Won’t Get Fooled Again (live)»    | —  | 64 | —  | 24 | —  | —  | —  | 1  | Live: Right Here, Right Now   |
| 1993                                      | «Dreams (live)»                    | —  | —  | —  | —  | —  | —  | —  | —  | Live: Right Here, Right Now   |
| 1995                                      | «The Seventh Seal»                 | —  | —  | —  | —  | —  | —  | —  | 36 | Balance                       |
| 1995                                      | «Don't Tell Me (What Love Can Do)» | —  | 36 | 4  | —  | 31 | 27 | —  | 1  | Balance                       |
| 1995                                      | «Can't Stop Lovin' You»            | —  | 3  | 5  | 1  | —  | 33 | 30 | 2  | Balance                       |
| 1995                                      | «Not Enough»                       | —  | 6  | —  | —  | —  | —  | 97 | 27 | Balance                       |
| 1995                                      | «Amsterdam»                        | —  | 46 | 10 | —  | —  | 76 | —  | 9  | Balance                       |
| 1996                                      | «Humans Being»                     | —  | 47 | 5  | 54 | —  | —  | —  | 1  | Best of Volume I              |
| 1996                                      | «Me Wise Magic»                    | —  | 14 | —  | 3  | —  | —  | —  | 1  | Best of Volume I              |
| 1997                                      | «Can't Get This Stuff No More»     | —  | 38 | —  | —  | —  | —  | —  | 12 | Best of Volume I              |
| 1998                                      | «Without You»                      | 56 | 55 | —  | 6  | —  | —  | —  | 1  | Van Halen III                 |
| 1998                                      | «One I Want»                       | —  | —  | —  | —  | —  | —  | —  | 27 | Van Halen III                 |
| 1998                                      | «Fire in the Hole»                 | —  | 65 | —  | —  | —  | —  | —  | 6  | Van Halen III                 |
| «—» относится, если сингл не попал в чарт |                                    |    |    |    |    |    |    |    |    |                               |

### 2000-е
1.Сингл - It’s About Time
- Альбом - The Best of Both Worlds
- Год - 2004

2.Сингл - Up For Breakfast
- Альбом - The Best of Both Worlds
- Год - 2004

3.Сингл - Learning To See
- Альбом - The Best of Both Worlds
- Год - 2004

4.Сингл - Tattoo
- Альбом - A Different Kind of Truth
- Год - 2012

5.Сингл - She's the Woman
- Альбом - A Different Kind of Truth
- Год - 2012

6. Сингл - Stay Frosty
- Альбом - A Different Kind of Truth
- Год - 2012

## Видеоальбомы
| 1986                                        | Live Without a Net - Дата выпуску: 24 ноября - Лейбл: Warner Reprise Video           | 18 | 274 | 9 | —  | 2 | Список - AU: Золотой - US: 2× Платиновый |
| 1993                                        | Live: Right Here, Right Now - Дата выпуска: 23 февраля - Лейбл: Warner Reprise Video | —  | 266 | — | —  | 1 | Список US: Золотой                       |
| 1996                                        | Video Hits Volume I - Дата выпуска: 29 октября - Лейбл: Warner Reprise Video         | 16 | —   | — | 21 | 3 | Список - AU: Платиновый - US: Золотой    |
| «—» относится, если альбом не попал в чарт. |                                                                                      |    |     |   |    |   |                                          |

## Видеоклипы
| Год  | Песня                              | Режиссёр                    |
| ---- | ---------------------------------- | --------------------------- |
| 1978 | «Jamie’s Cryin’»                   |                             |
| 1978 | You Really Got Me                  |                             |
| 1978 | «Runnin' with the Devil»           |                             |
| 1979 | «Bottoms Up!»                      | Брюс Гаверс                 |
| 1979 | «You’re No Good»                   |                             |
| 1979 | «Dance the Night Away»             | Брюс Гаверс                 |
| 1981 | «Hear About It Later»              | Роберт Ломбард              |
| 1981 | «So This Is Love?»                 | Брюс Гаверс                 |
| 1981 | «Unchained»                        | Роберт Ломбард              |
| 1981 | (Oh) Pretty Woman                  | Роберт Ломбард и Van Halen  |
| 1983 | «Jump» (первая версия)             | Пит Энджелус                |
| 1984 | «Panama»                           | Пит Энджелус                |
| 1984 | «Hot for Teacher»                  | Пит Энджелус и Дэвид Ли Рот |
| 1986 | Why Can’t This Be Love             | Брайан Грант                |
| 1986 | «Dreams» (первая версия)           |                             |
| 1986 | «Love Walks In»                    | Дэниел Клейман              |
| 1986 | «Best of Both Worlds»              | Дэниел Клейман              |
| 1988 | «When It's Love»                   | Джеримайя С. Чечик          |
| 1988 | «Finish What Ya Started»           | Энди Морахан                |
| 1989 | «Feels So Good»                    | Энди Морахан                |
| 1991 | «Poundcake»                        | Энди Морахан                |
| 1991 | «Runaround»                        | Мейер Дейвис                |
| 1991 | «Top of the World»                 | Мейер Дейвис                |
| 1992 | «Right Now»                        | Марк Винкс                  |
| 1993 | «Jump» (вторая версия)             | Уэйн Айшем                  |
| 1993 | «Dreams» (вторая версия)           | Джон и Каролин Берг         |
| 1994 | «Don't Tell Me (What Love Can Do)» | Питер Кристоферсон          |
| 1995 | «Can't Stop Lovin' You»            | Питер Кристоферсон          |
| 1995 | «Amsterdam»                        |                             |
| 1995 | «Not Enough»                       |                             |
| 1996 | «Humans Being»                     | Рокки Шенк                  |
| 1998 | «Once»                             | Дэвид Бертинелли            |
| 1998 | «Without You»                      | Пол Андерсон                |
| 1998 | «Fire in the Hole»                 | Рокки Шенк                  |
| 2004 | «It’s About Time»                  | Эндрю Беннетт               |
| 2012 | «Tattoo»                           |                             |
| 2012 | «She's the Woman»                  |                             |

## Саундтреки
| Год  | Название фильма               | Песня                               | Альбом                              |
| 1979 | Через край                    | «You Really Got Me»                 | Van Halen                           |
| 1987 | Космические яйца              | «Good Enough»                       | 5150                                |
| 1995 | Могучие морфы: Рейнджеры силы | «Dreams»                            | 5150                                |
| 1996 | Смерч                         | «Humans Being», «Respect the Wind»* | Twister — Motion Picture Soundtrack |
| 1998 | Смертельное оружие 4          | «Fire in the Hole»                  | Van Halen III                       |
| 1999 | Студенческая команда          | «Hot for Teacher»                   | 1984                                |
| 1999 | Детройт — город рока          | «Runnin' with the Devil»            | Van Halen                           |

### Комментарии
1. ↑   Сингл занял 4 позицию в Швейцарии [5], 2 позицию в Южной Африке [31].